# Сортировочная станция

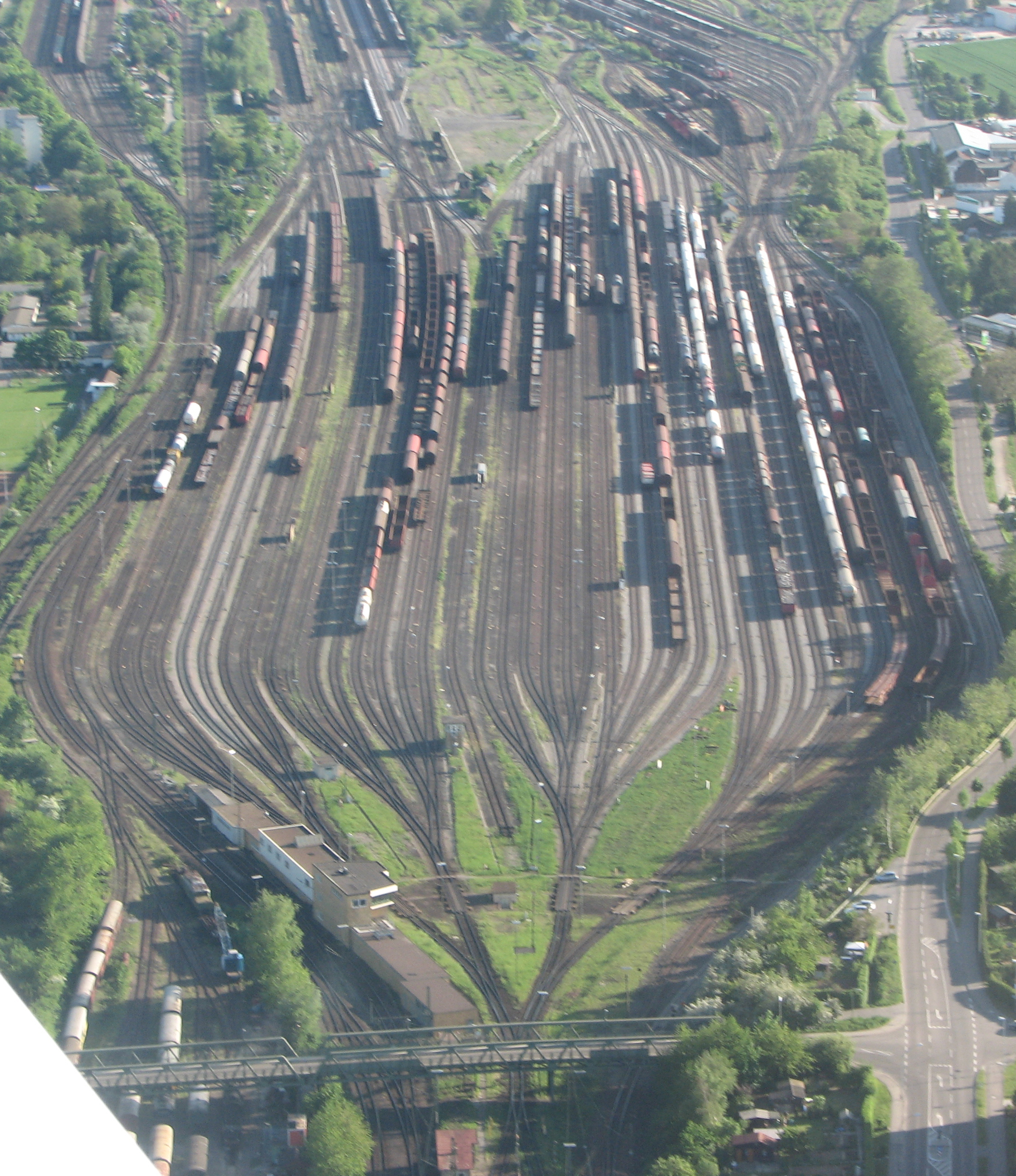
Сортировочная станция Корнвестхайм (станция) недалеко от Штутгарта

Сортиро́вочная ста́нция — техническая железнодорожная станция, предназначенная для расформирования и формирования различных категорий поездов в соответствии с планом формирования из отдельных вагонов, выполнения операций по пропуску транзитных поездов без переработки, технического обслуживания и коммерческого осмотра составов поездов и устранения выявленных неисправностей вагонов, смены локомотивов и локомотивных бригад.
Основная задача сортировочной станции — выполнение переработки вагонопотоков и формирование поездов в оптимальном режиме, с тем, чтобы нахождение вагона на станции было по времени минимальным и технологически обоснованным.
Сортировочные станции являются главными опорными пунктами по организации вагонопотоков на сети железных дорог. Они обычно входят в состав железнодорожных узлов, имеющих пассажирские и грузовые станции. В таких случаях на сортировочной станции грузовые и пассажирские операции выполняют в небольшом объёме. Для посадки и высадки пассажиров в местные и пригородные поезда устраивают пассажирские остановочные пункты на главных путях. Местные погрузочно-выгрузочные операции выполняют главным образом на путях материальных складов и отдельных путях локомотивного и вагонного хозяйств. Но некоторые небольшие сортировочные станции могут иметь пассажирские и грузовые устройства примерно в объёме как и на участковой станции.
Располагаются сортировочные станции в районах массовой погрузки и выгрузки грузов, в местах схождения магистралей, на подходах к крупным промышленным центрам, морским и речным портам, в местах выхода из добывающих бассейнов. В большинстве случаев станция одновременно перерабатывает местные и транзитные вагонопотоки, кроме поездов, следующих на дальние расстояния без переформирования в пути следования.
На сети железных дорог стран СНГ сортировочные станции расположены неравномерно, в силу исторически сложившихся размещений промышленных центров и городов в разных районах сети, характеру, размерам и густоте вагонопотоков между ними.

## История
Первая сортировочная станция в России была построена в 1878—1879 году на 7-8 версте Николаевской железной дороги. В 1881 году на Московско‐Рязанской железной дороге была построена первая односторонняя сортировочная станция Москва‐Сортировочная. В 1899 году на Рязано-Уральской железной дороге была построена первая в России горочная сортировочная станция Ртищево, в 1901 году на той же дороге — двусторонняя сортировочная станция Кочетовка. В 1900—1910 годах построены горочные сортировочные станции Люблино, Ховрино, Лосиноостровская, Перово. К 1917 году на железных дорогах Российской империи насчитывалось 10 горочных станций.
В 1933 году была построена крупнейшая сортировочная станция сети — Свердловск-Сортировочный. В 1934 году на станции Красный Лиман была сооружена первая механизированная сортировочная горка, чем было положено начало работам по реконструкции станций с механизацией сортировочных устройств. В 1946 году на станции Брянск была введена система горочной автоматической централизации (ГАЦ). В 1959 году на станции Ленинград-Сортировочный-Московский была пущена первая пневмопочта. В 1961 году на станции Лосиноостровская была введена первая система автоматического регулирования скорости движения отцепов (АРС). В начале 1960-х годов, общее количество сортировочных станций в СССР составляло около 200; в это число входили 70 горочных станций, из которых 44 были механизированы.
В 2000 году на сети МПС России насчитывалось 113 сортировочных станций. В это же время принят комплекс мер по концентрации сортировочной работы в крупнейших узлах. С целью сокращения оперативных расходов, указанием МПС Д-787у от 26 апреля 2001 года 52 сортировочные станции были переведены в разряд участковых, тем же указанием введено разделение сортировочных станций на опорные и региональные.
В 2017 году станции Перово и Лосиноостровская в связи с падением объёма работы переведены в разряд участковых.

## Классификация

#### По значению в общей работе сети железных дорог
- сетевого значения (основные или опорные);
- районные и вспомогательные.

Основные станции располагаются в узлах пересечения важнейших магистральных линий с мощными вагонопотоками и большой местной работой, в районах массовой погрузки и выгрузки грузов при необходимости сортировки вагонопотоков. Главной задачей этих станций является формирование маршрутов дальних назначений, следующих транзитом через несколько сортировочных станций сети. Кроме этого на опорных станциях формируются грузовые поезда и других категорий. К основным относятся сортировочные станции, перерабатывающие свыше 3000 вагонов в сутки, оборудованные механизированными горками.
Районные станции перерабатывают вагонопотоки между станцией отправления и ближайшей к ней сортировочной станции. На ней формируются участковые и сборные поезда, обрабатываются местные вагонопотоки. К ним относятся сортировочные станции, перерабатывающие от 1500 до 3000 вагонов в сутки, а также станции обслуживания портов и крупных промышленных районов.

#### По типу
- горочные станции, оборудуемых сортировочными горками большой, средней или малой мощности;

#### В зависимости от числа сортировочных комплексов
- односторонние (однокомплектные);
- двусторонние (двухкомплектные).

#### По взаимному расположению основных парков
- с последовательным расположением парков;
- с параллельным расположением парков;
- с комбинированным расположением парков.

Расположение главных путей на сортировочных станциях может быть объемлющим и односторонним. Однако на некоторых станциях, в основном построенных до середины XX века, главные пути проходят между сортировочными парками. Пример такой станции — Кочетовка I.

## Технологии

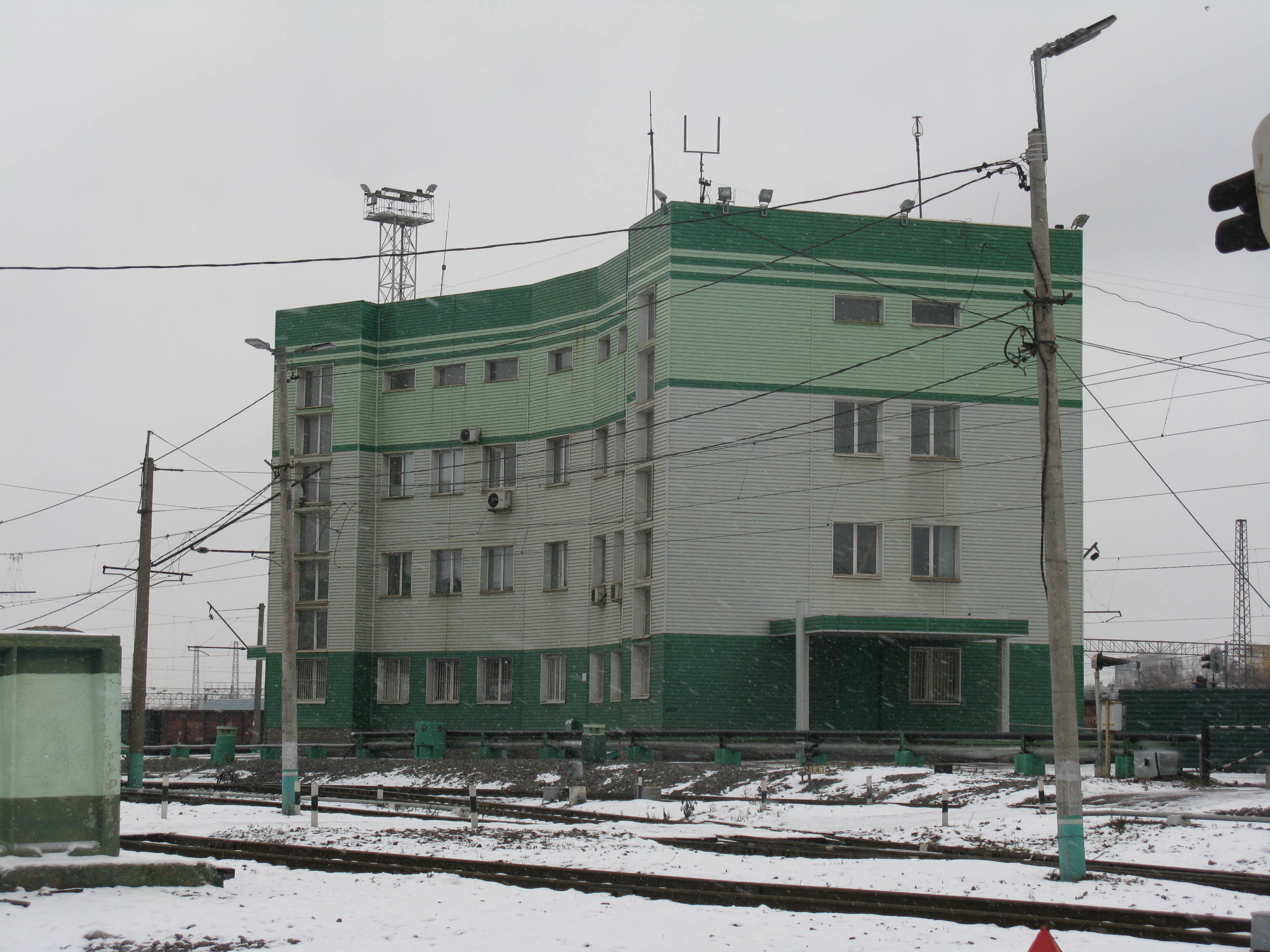
Пост электрической централизации на станции Перово

Для проведения сортировочной работы на станциях сооружают сортировочные (или подгорочные) парки (самый большой парк станции — от 20 до 40 (в Европе часто 32) путей), горки (путь на искусственно построенном холме для спуска отдельных вагонов с помощью силы тяжести) и вытяжные пути. Для выполнения операций с поездами предусматривают парки приёма поездов, поступающих в переработку, парки отправления сформированных поездов, а также отдельные парки и пути для приёма и отправления транзитных грузовых поездов.
Парки приёма, сортировки и отправления совместно с горкой и вытяжными путями образуют сортировочную систему (или комплект).
Сортировочные станции бывают плоские или безгорочные (когда вагоны перетаскиваются только при помощи тепловозов), с горкой (когда вагоны или их сцепки «спускают с горки» и далее, через стрелочные улицы и посты торможения, они сами катятся до нужного состава), и станции, на которых ускорение вагонам придаёт естественный уклон путей.
Подавляющее большинство сортировочных станций имеет одну сортировочную систему (вагоны движутся в одном направлении и в сортировочном парке перерабатывают вагоны как чётного, так и нечётного направлений), возможны две системы (каждая система перерабатывает вагоны определённого направления), или несколько сортировочных систем. Перерабатывающая способность односторонних сортировочных станций достигает 6000 вагонов в сутки. При необходимости увеличения перерабатывающей способности рекомендуется сооружать двусторонние станции.

## Сортировочные станции России
На сети Российских железных дорог находится 39 сортировочные станции, в том числе 29 сортировочные станции сетевого значения. Первая (1879 год) сортировочная станция в России — Петербург-Сортировочный.
Некоторые крупные сортировочные станции в других странах, все двусторонние (в скобках количество путей в двух сортировочных парках):
- Bailey Yard (Бэйли Ярд) около North Platte, Небраска (Соединённые Штаты Америки), самая большая в мире (50 + 64);
- Maschen Rbf (Машен) южнее Гамбурга (Германия), самая большая в Европе (64 + 48)
- Ясиноватая в Донбассе (Украина), самая большая в СНГ (32 + 41).

## Закрытие сортировочных станций
В последнее время многие сортировочные станции закрываются — в частности, закрыты все сортировочные станции Великобритании, Норвегии, Дании, Японии и Австралии. Это связано с переходом на контейнерные перевозки и автомобильный транспорт.